# Laura Steinbach
Laura Steinbach (* 2. August 1985 in Homburg) ist eine ehemalige deutsche Handballspielerin.

## Karriere
Steinbach übte anfangs mehrere Sportarten aus und entschied sich mit 14 Jahren für den Handball. Steinbach wechselte im Jahre 2000 vom TSV Urach zur TuS Metzingen, bei der sie ab ihrem 16. Lebensjahr in der 2. Bundesliga eingesetzt wurde. Die 1,81 m große Studentin spielte von 2005 bis 2007 beim Bundesligisten DJK/MJC Trier. Ab der Saison 2007/08 stand sie bei Bayer 04 Leverkusen unter Vertrag. Dort spielte sie auf der linken Rückraum-Position. Zur Saison 2013/14 wechselte sie zum ungarischen Verein Ferencváros Budapest. Im Oktober 2014 kehrte sie nach Deutschland zurück und schloss sich dem Bundesligaaufsteiger Füchse Berlin an. In der Saison 2015/16 stand sie beim spanischen Erstligisten Prosetecnisa Zuazo unter Vertrag. Ab Dezember 2016 stand sie beim spanischen Erstligisten KH7 BM Granollers unter Vertrag. Nach der Saison 2016/17 beendete sie ihre Karriere. Ab dem Juli 2018 war Steinbach als Teammanagerin der deutschen Frauen-Nationalmannschaft tätig. Diese Tätigkeit gab sie im September 2019 aufgrund der anstehenden Geburt ihres zweiten Kindes ab.
Die Tochter des ehemaligen Schwimmers und Sportfunktionärs Klaus Steinbach gehörte zum Kader der deutschen Nationalmannschaft und bestritt 116 Spiele (241 Tore) für die deutsche Nationalmannschaft. Ihr Länderspieldebüt war am 7. April 2006 in Riesa gegen Kroatien. Mit der DHB-Auswahl nahm sie an den Olympischen Sommerspielen 2008 in Peking teil.

## Erfolge
- 7. Platz Weltmeisterschaft 2013
- 7. Platz Weltmeisterschaft 2009
- 4. Platz Europameisterschaft 2008
- 7. Platz Juniorinnen-EM 2004
- 12. Platz Jugend-EM 2003
- Deutsche Pokalsiegerin 2010

## Privates
Steinbach ist mit dem spanischen Handballspieler Iker Romero verheiratet.